# (468) Лина
(468) Лина (нем. Lina) — астероид главного пояса, входящий в состав семейства Фемиды. Он был открыт 18 января 1901 года немецким астрономом Максом Вольфом в обсерватории Хайдельберг в Германии и назван в честь служанки первооткрывателя — Лины.